# Coppa del Mondo di sci di fondo 1992
La Coppa del Mondo di sci di fondo 1992 fu l'undicesima edizione della manifestazione organizzata dalla Federazione Internazionale Sci; ebbe inizio a Silver Star, in Canada, e si concluse a Vang, in Norvegia. Nel corso della stagione si tennero ad Albertville i XVI Giochi olimpici invernali, validi ai fini della Coppa del Mondo, il cui calendario non contemplò dunque interruzioni.
La stagione maschile ebbe inizio l'8 dicembre 1991 e si concluse il 14 marzo 1992. Furono disputate 12 gare individuali (7 a tecnica classica, 4 a tecnica libera, 1 a inseguimento) e 5 staffette, in 8 diverse località. Il norvegese Bjørn Dæhlie si aggiudicò la coppa di cristallo, il trofeo assegnato al vincitore della classifica generale. Non vennero stilate classifiche di specialità; Vladimir Smirnov era il detentore uscente della Coppa generale.
La stagione femminile ebbe inizio l'8 dicembre 1991 e si concluse il 15 marzo 1992. Furono disputate 12 gare individuali (6 a tecnica classica, 5 a tecnica libera, 1 a inseguimento) e 5 staffette, in 8 diverse località. La russa Elena Välbe si aggiudicò la coppa di cristallo. Non vennero stilate classifiche di specialità; la Välbe era la detentrice uscente della Coppa generale.
Poiché il processo di dissoluzione dell'Unione Sovietica avvenne nel corso della stagione, l'appartenenza nazionale degli atleti fino ad allora sovietici fu fluida; ad Albertville 1992 le ex repubbliche dell'Unione Sovietica (eccettuati i Paesi baltici) presentarono un'unica squadra, la Squadra Unificata ai Giochi olimpici.

## Uomini

### Risultati
| Data                          | Località    | Nazione   | Spec.      | Primo                                                             | Secondo                                                              | Terzo                                                                |
| ----------------------------- | ----------- | --------- | ---------- | ----------------------------------------------------------------- | -------------------------------------------------------------------- | -------------------------------------------------------------------- |
| 8 dicembre 1991               | Silver Star | Canada    | 10 km TC   | Vegard Ulvang                                                     | Vladimir Smirnov                                                     | Terje Langli                                                         |
| 9 dicembre 1991               | Silver Star | Canada    | 25 km TC   | Vegard Ulvang                                                     | Bjørn Dæhlie                                                         | Silvio Fauner                                                        |
| 14 dicembre 1991              | Thunder Bay | Canada    | 30 km TL   | Bjørn Dæhlie                                                      | Vegard Ulvang                                                        | Kristen Skjeldal                                                     |
| 4 gennaio 1992                | Kavgolovo   | Russia    | 30 km TC   | Bjørn Dæhlie                                                      | Vegard Ulvang                                                        | Vladimir Smirnov                                                     |
| 5 gennaio 1992                | Kavgolovo   | Russia    | 4x10 km TC | dati non disponibili                                              | dati non disponibili                                                 | dati non disponibili                                                 |
| 11 gennaio 1992               | Cogne       | Italia    | 15 km TL   | Bjørn Dæhlie                                                      | Torgny Mogren                                                        | Sigurd Brørs                                                         |
| 12 gennaio 1992               | Cogne       | Italia    | 4x10 km    | dati non disponibili                                              | dati non disponibili                                                 | dati non disponibili                                                 |
| XVI Giochi olimpici invernali |             |           |            |                                                                   |                                                                      |                                                                      |
| 10 febbraio 1992              | Albertville | Francia   | 30 km TC   | Vegard Ulvang                                                     | Bjørn Dæhlie                                                         | Terje Langli                                                         |
| 13 febbraio 1992              | Albertville | Francia   | 10 km TC   | Vegard Ulvang                                                     | Marco Albarello                                                      | Christer Majbäck                                                     |
| 15 febbraio 1992              | Albertville | Francia   | 25 km PU   | Bjørn Dæhlie                                                      | Vegard Ulvang                                                        | Giorgio Vanzetta                                                     |
| 18 febbraio 1992              | Albertville | Francia   | 4x10 km    | Norvegia Terje Langli Vegard Ulvang Kristen Skjeldal Bjørn Dæhlie | Italia Giuseppe Puliè Marco Albarello Giorgio Vanzetta Silvio Fauner | Finlandia Mika Kuusisto Harri Kirvesniemi Jari Räsänen Jari Isometsä |
| 22 febbraio 1992              | Albertville | Francia   | 50 km TL   | Bjørn Dæhlie                                                      | Maurilio De Zolt                                                     | Giorgio Vanzetta                                                     |
| 29 febbraio 1992              | Lahti       | Finlandia | 15 km TC   | Bjørn Dæhlie                                                      | Vegard Ulvang                                                        | Pål Gunnar Mikkelsplass                                              |
| 1º marzo 1992                 | Lahti       | Finlandia | 4x10 km TL | dati non disponibili                                              | dati non disponibili                                                 | dati non disponibili                                                 |
| 7 marzo 1992                  | Funäsdalen  | Svezia    | 30 km TL   | Torgny Mogren                                                     | Bjørn Dæhlie                                                         | Vladimir Smirnov                                                     |
| 8 marzo 1992                  | Funäsdalen  | Svezia    | 4x10 km TC | dati non disponibili                                              | dati non disponibili                                                 | dati non disponibili                                                 |
| 14 marzo 1992                 | Vang        | Norvegia  | 50 km TC   | Vegard Ulvang                                                     | Michail Botvinov                                                     | Luboš Buchta                                                         |

Legenda:

TC = tecnica classica

TL = tecnica libera

PU = inseguimento

### Classifiche

#### Generale
| Pos. | Nome              | Nazione    | Punti |
| ---- | ----------------- | ---------- | ----- |
| 1    | Bjørn Dæhlie      | Norvegia   | 198   |
| 2    | Vegard Ulvang     | Norvegia   | 196   |
| 3    | Vladimir Smirnov  | Kazakistan | 93    |
| 4    | Terje Langli      | Norvegia   | 83    |
| 5    | Torgny Mogren     | Svezia     | 73    |
| 6    | Michail Botvinov  | Russia     | 51    |
| 7    | Harri Kirvesniemi | Finlandia  | 48    |
|      | Kristen Skjeldal  | Norvegia   | 48    |
| 9    | Christer Majbäck  | Svezia     | 45    |
| 10   | Marco Albarello   | Italia     | 42    |

## Donne

### Risultati
| Data                          | Località    | Nazione   | Spec.     | Prima                                                                         | Seconda                                                                     | Terza                                                                     |
| ----------------------------- | ----------- | --------- | --------- | ----------------------------------------------------------------------------- | --------------------------------------------------------------------------- | ------------------------------------------------------------------------- |
| 8 dicembre 1991               | Silver Star | Canada    | 5 km TC   | Elena Välbe                                                                   | Stefania Belmondo                                                           | Svetlana Nagejkina                                                        |
| 9 dicembre 1991               | Silver Star | Canada    | 15 km TC  | Stefania Belmondo                                                             | Elena Välbe                                                                 | Ljubov' Egorova                                                           |
| 14 dicembre 1991              | Thunder Bay | Canada    | 5 km TL   | Elena Välbe                                                                   | Ljubov' Egorova                                                             | Elin Nilsen                                                               |
| 4 gennaio 1992                | Kavgolovo   | Russia    | 15 km TC  | Elena Välbe                                                                   | Marjut Rolig                                                                | Marja-Liisa Kirvesniemi                                                   |
| 5 gennaio 1992                | Kavgolovo   | Russia    | 4x5 km TC | dati non disponibili                                                          | dati non disponibili                                                        | dati non disponibili                                                      |
| 11 gennaio 1992               | Cogne       | Italia    | 30 km TL  | Stefania Belmondo                                                             | Elin Nilsen                                                                 | Trude Dybendahl                                                           |
| 12 gennaio 1992               | Cogne       | Italia    | 4x5 km    | dati non disponibili                                                          | dati non disponibili                                                        | dati non disponibili                                                      |
| XVI Giochi olimpici invernali |             |           |           |                                                                               |                                                                             |                                                                           |
| 9 febbraio 1992               | Albertville | Francia   | 15 km TC  | Ljubov' Egorova                                                               | Marjut Rolig                                                                | Elena Välbe                                                               |
| 13 febbraio 1992              | Albertville | Francia   | 5 km TC   | Marjut Rolig                                                                  | Ljubov' Egorova                                                             | Elena Välbe                                                               |
| 15 febbraio 1992              | Albertville | Francia   | 15 km PU  | Ljubov' Egorova                                                               | Stefania Belmondo                                                           | Elena Välbe                                                               |
| 18 febbraio 1992              | Albertville | Francia   | 4x5 km    | Squadra Unificata Elena Välbe Raisa Smetanina Larisa Lazutina Ljubov' Egorova | Norvegia Solveig Pedersen Inger Helene Nybråten Trude Dybendahl Elin Nilsen | Italia Bice Vanzetta Manuela Di Centa Gabriella Paruzzi Stefania Belmondo |
| 22 febbraio 1992              | Albertville | Francia   | 30 km TL  | Stefania Belmondo                                                             | Ljubov' Egorova                                                             | Elena Välbe                                                               |
| 29 febbraio 1992              | Lahti       | Finlandia | 30 km TC  | Stefania Belmondo                                                             | Inger Helene Nybråten                                                       | Marjut Rolig                                                              |
| 7 marzo 1992                  | Funäsdalen  | Svezia    | 5 km TL   | Marja-Liisa Kirvesniemi                                                       | Trude Dybendahl                                                             | Ljubov' Egorova                                                           |
| 8 marzo 1992                  | Funäsdalen  | Svezia    | 4x5 km TC | dati non disponibili                                                          | dati non disponibili                                                        | dati non disponibili                                                      |
| 14 marzo 1992                 | Vang        | Norvegia  | 15 km TL  | Elena Välbe                                                                   | Ljubov' Egorova                                                             | Stefania Belmondo                                                         |
| 15 marzo 1992                 | Vang        | Norvegia  | 4x5 km TC | dati non disponibili                                                          | dati non disponibili                                                        | dati non disponibili                                                      |

Legenda:

TC = tecnica classica

TL = tecnica libera

PU = inseguimento

### Classifiche

#### Generale
| Pos. | Nome                    | Nazione   | Punti |
| ---- | ----------------------- | --------- | ----- |
| 1    | Elena Välbe             | Russia    | 169   |
| 2    | Stefania Belmondo       | Italia    | 156   |
| 3    | Ljubov' Egorova         | Russia    | 152   |
| 4    | Marjut Rolig            | Finlandia | 122   |
| 5    | Elin Nilsen             | Norvegia  | 98    |
| 6    | Inger Helene Nybråten   | Norvegia  | 96    |
| 7    | Trude Dybendahl         | Norvegia  | 87    |
| 8    | Marie-Helene Östlund    | Svezia    | 56    |
| 9    | Manuela Di Centa        | Italia    | 54    |
| 10   | Marja-Liisa Kirvesniemi | Finlandia | 50    |